# Mantellisaurus
A Mantellisaurus az iguanodontia dinoszauruszok egyik neme, amely a kora kréta korban élt a mai Anglia területén. Eredetileg az Iguanodon egyik fajaként Iguanodon atherfieldensis néven azonosították, de 2007-ben Gregory Paul új nemet hozott létre a számára. Paul szerint könnyebb felépítésű volt az Iguanodonnál és közelebbi rokonságban állt az Ouranosaurusszal, amivel az Iguanodont parafiletikussá tette. Több teljes és majdnem teljes csontváz alapján ismert. Paul a nemet az Iguanodon felfedezője, Gideon Mantell tiszteletére nevezte el.
A Mantellisaurus kisebb volt az Iguanodon bernissartensisznél, a tömege a becslés szerint 750 kilogramm lehetett. A mellső lábai aránylag rövidebbek voltak az I. bernissartensis megfelelő végtagjainál. A Mantellisaurus mellső lábai fele olyan hosszúak voltak, mint a hátsók, melyek hossza az I. bernissartensis hátsó végtagjainak 70%-át érte el. Paul a mellső lábak és a test rövidsége miatt arra következtetett, hogy elsősorban két lábon járt és csak akkor ereszkedett négy lábra, amikor megállt vagy lassan mozgott.
A típuspéldányt Reginald Hooley fedezte fel Dél-Angliában, 1917-ben. A faj számára az Iguanodon atherfieldensis nevet adta. Atherfield a Wight-sziget délnyugati partján álló falu neve, melynél a fosszíliát megtalálták. Lehetséges, hogy a Heterosaurus, a Sphenospondylus és a Vectisaurus a Mantellisaurus szinonimái, de Paul (2007-ben) nem határozta meg a státuszukat. E nevek mindegyike megtalálható az egykori I. atherfieldensis szinonimái között az Iguanodontia áttekintésében, a The Dinosauria 2004-es (második) kiadásában.

## Szinonimák
- Iguanodon atherfieldensis Hooley, 1925
- ?Cetiosaurus brachyurus Owen, 1842
- ?Heterosaurus neocombiensis Cornuel, 1850
- ?Sphenospondylus gracilis Lydekker, 1888
- ?Vectisaurus valdensis Hulke, 1879

## Fordítás
- Ez a szócikk részben vagy egészben a Mantellisaurus című angol Wikipédia-szócikk ezen változatának fordításán alapul.  Az eredeti cikk szerkesztőit annak laptörténete sorolja fel. Ez a jelzés csupán a megfogalmazás eredetét és a szerzői jogokat jelzi, nem szolgál a cikkben szereplő információk forrásmegjelöléseként.